# ريكا إيشيكاوا
ريكا إيشيكاوا (باليابانية: 石川梨華) هي عارضة أزياء ومغنية وممثلة يابانية، ولدت في 19 يناير 1985 بيوكوسوكا في اليابان.

## وصلات خارجية
- ريكا إيشيكاوا على موقع IMDb (الإنجليزية)
- ريكا إيشيكاوا على موقع ميوزك برينز (الإنجليزية)
- ريكا إيشيكاوا على موقع ديسكوغز (الإنجليزية)
- ريكا إيشيكاوا على موقع قاعدة بيانات الفيلم (الإنجليزية)